# Luiz Antônio Araujo
Luiz Antônio Araujo (Santa Maria, 24 de junho de 1967) é um jornalista, escritor, professor e pesquisador de Jornalismo brasileiro. Reside em Porto Alegre. Recebeu o Prêmio ARI de Jornalismo (2010) e o Prêmio RBS de Jornalismo (2011 e 2015). Foi finalista do Prêmio Jabuti de Literatura (2010).

## Formação
Formou-se em Jornalismo pelo Curso de Comunicação Social (atual Faculdade de Comunicação Social) da Universidade Federal de Santa Maria em 1987. 
É doutorando em Estudos Estratégicos Internacionais pelo Programa de Pós-graduação em Estudos Estratégicos Internacionais da Universidade Federal do Rio Grande do Sul e mestre em Comunicação e Informação pelo Programa de Pós-graduação em Comunicação e Informação da mesma universidade, com dissertação defendida em 2013 sobre o discurso orientalista nas revistas semanais brasileiras de informação.

## Docência
Desde 2015, é professor de Jornalismo da Faculdade de Comunicação, Artes e Design - Famecos da PUCRS.
Anteriormente, foi professor de Jornalismo do Centro Universitário Univates (2013-2014), da UNISC (2013-2015) e da ESPM (2015-2016).
É pesquisador associado do Resto — Laboratório de Estudos Jornalísticos (CNPq-UFSM) .

## Jornalismo
É repórter autônomo baseado em Porto Alegre. Colabora, entre outros veículos, com Folha de S.Paulo, UOL, O Estado de S.Paulo, O Globo, BBC News Brasil e The Intercept Brasil. 
Atua como palestrante e consultor nas áreas de jornalismo e cultura.

### Início da trajetória
Começou a trabalhar como jornalista em 1988 na Rádio Atlântida FM e no jornal Correio do Povo, atuando como correspondente do veículo em Santa Maria. Passou também pelo jornal A Razão, diário fundado em 1934 por Clarimundo Flores.
Em 1996, depois de selecionado para o Programa de Jornalismo Aplicado do jornal Zero Hora, do Grupo RBS, foi contratado aos 28 anos como redator de capa do diário. No mesmo ano, foi subeditor de Zero Hora Digital, primeira edição web de um jornal no Rio Grande do Sul e uma das primeiras do Brasil.
Em quase 22 anos no jornal, foi também subeditor de Geral, editor de Política (de 1999 a 2009), de Cultura e de Mundo,  além de responsável pela coluna Olhar Global, único espaço opinativo diário dedicado a temas internacionais na imprensa brasileira .

### Coberturas internacionais
Em 2001, depois dos atentados de 11 de Setembro, foi enviado dos veículos da RBS ao Paquistão para cobrir o início da guerra do Afeganistão. No dia 7 de outubro de 2001, quando os primeiros mísseis Tomahawk dos Estados Unidos atingiram alvos afegãos, estava em Islamabad, Paquistão, e era o único repórter brasileiro na região. Durante 29 dias, percorreu todas as regiões do país, chegando à fronteira com o Afeganistão. Entrevistou refugiados, líderes religiosos, diplomatas, militares e médicos a fim de registrar um painel amplo e multifacetado do conflito.
Em 2011, foi enviado ao Egito para cobrir a revolução que derrubou Hosni Mubarak . Pelo trabalho, ao lado de outros profissionais, foi agraciado em 2011 com o Prêmio RBS de Jornalismo, categoria Cobertura Internacional.
Também cobriu a primeira viagem internacional do então presidente eleito Luiz Inácio Lula da Silva à Argentina e ao Chile, em 2002, a revolução na Ucrânia e a crise humanitária provocada pelo cerco a Kobane, na Síria, em 2014.

### Jornalismo cultural
Foi editor do caderno Cultura de Zero Hora, que circulava aos sábados, por duas vezes: de 1997 a 1999 e de 2009 a 2012.
Entrevistou os Nobel de Literatura José Saramago e Orhan Pamuk, os Nobel da Paz Shirin Ebadi, Denis Mukwege e Mohamed ElBaradei, o arquiteto Oscar Niemeyer, o filósofo Slavoj Zizek, o poeta João Cabral de Melo Neto, os escritores Luis Fernando Verissimo, Fernando Arrabal, Jostein Gaarder e Michel Houellebecq, o ex-ministro das Relações Exteriores Celso Amorim, os embaixadores Marcos Azambuja e Sergio Tutikian, o sociólogo Francisco de Oliveira, os economistas Mark Blyth e Pedro Cezar Dutra Fonseca, os cientistas Miguel Nicolelis e Alan Sokal, a escritora Élisabeth Roudinesco, os historiadores Mark Mazower, Toyin Falola, Gilbert Achcar e José Calasans, o ex-presidente Fernando Henrique Cardoso e o ex-primeiro-ministro Tony Blair, entre outros..
Atuou como colunista de cultura do programa TVCOM Tudo+, da TVCOM, com comentários semanais entre 2012 e 2013.

## Livros
A partir da cobertura do pós-11 de Setembro, em 2001, publicou o livro-reportagem Binladenistão: um repórter brasileiro  na região mais perigosa do mundo (Iluminuras, 2009). A obra foi finalista do Prêmio Jabuti de Literatura 2010 na categoria Reportagem . Em abril de 2010, foi entrevistado a respeito do livro pelo apresentador Jô Soares no Programa do Jô, da TV Globo. 
Em 2015, publicou 12 livros que abalaram o Rio Grande (Edunisc). O livro é uma coletânea de entrevistas, originalmente publicadas em 2012 em Zero Hora, com autores de obras relevantes para a interpretação do Rio Grande do Sul: Arno Kern, Fernando Henrique Cardoso, Flávio Loureiro Chaves, Joseph Love, Hélgio Trindade, Helga Piccolo, Moacyr Flores, Paixão Côrtes, Regina Zilberman, Ruben Oliven, Sérgio da Costa Franco e Spencer Leitman.
Prepara uma biografia do escritor e crítico Mario Pedrosa.